# Siralmak könyve
A Siralmak könyve vagy Jeremiás siralmai (héberül: מגילת איכה Megilát Échá – rövidítései: Sir, Siral, Siralm, JSir, héberül: אֵיכָה Échá - Jaj!, Hogyan?, jiddisül: איכה Ejkho) a Biblia egyik protokanonikus ószövetségi irata, mely a Héber Biblia harmadik – Ketuvim – részében, annak második csoportjában helyezkedik el, az Öt tekercs egyikét alkotva. A keresztény kánonban, szerzőségi és történeti szempontok miatt, közvetlenül Jeremiás könyve után került. Kutatók a nyelvezete alapján több szerző művének tartják, megírásának idejét a babiloni fogság (kb. i. e. 597-581) idejére teszik.
Öt gyászénekben siratja el a szerző – a hagyomány szerint Jeremiás próféta – Jeruzsálem és a Templom Kr. e. 587-es lerombolását, és az átélt borzalmakból fakadó mélységes gyászból Isten irgalmáért könyörög, mert csak ő bocsáthat meg a bűnös népnek. Az énekeket az isteni irgalomba vetett bizalom hatja át.

## A mű helye a kánonban
A Siralmakat a héber bibliában אֵיכָה Échá (a mű kezdőszava: Hogyan? vagy Jaj!) néven a kánoni könyvek harmadik csoportjához, az Írásokhoz sorolják, ezen belül pedig az ún. megillóthoz, ünnepi tekercshez. A Septuagintában és azt követve a Vulgatában a prófétai írások között található, mert a könyvet Jeremiáshoz kapcsolták. A Septuagintában Thrénoi Jeremiu címen Jeremiás és Báruk könyve után, a Vulgatában pedig Lamentationes Jeremiae címen közvetlenül Jeremiás után. A katolikus és protestáns bibliafordítások a Vulgata sorrendjét követik. Újabban a szerző személyében támadt kételyek miatt nevezik Siralmak könyvének.

## Felépítése, tartalma
A Siralmak öt énekből áll, amelyek egybeesnek a könyv egyes fejezeteivel. Az első négy ének akrasztikus (alfabetikus), vagyis mindegyik vers a héber ábécé egy-egy egymást követő betűjével kezdődik, és az irodalmi gyászdal mértékében van írva. (A harmadik ének 66 versből áll, ahol 3-3 vers kezdődik a héber ábécé egymást követő betűivel.) Az ötödik ének pedig egy népi siratóének, amely 22 versből áll, azaz, ahány betű van a héber ábécében (de itt a versek kezdőbetűi nem követik az első négy ének szabályát).

### A Siralmak tartalma
- I. Jeruzsálem megaláztatása (1)
- II. Isten büntetésének következményei (2)
- III. Panaszdal első személyben (3)
- IV. Az ostromlott Jeruzsálem (4)
- V. Könyörgés Jahve irgalmáért (5)

Az énekek alaphangja a gyász, felidéződik Jeruzsálem Kr. e. 587-es ostroma és ennek következményei. A város és lakói szomorú sorsát panaszolja el Isten előtt, attól a mélységes bizalomtól áthatva, hogy Jahve majd megkönyörül népén.

## Keletkezési ideje, szerzője
A Siralmak könyve Jeruzsálem Kr.e. 587-es ostromára, a város és a templom lerombolására emlékezik. A zsidó és a keresztény hagyomány a könyv szerzőjének – talán a 2Krón 35,24-25 alapján – Jeremiás prófétát tartotta, aki maga is jelen volt az ostromnál. Az énekek számos olyan utalást tartalmaznak az ostrom és az azt követő események borzalmaira, amelyek kétségtelenül személyes élményből erednek. Azonban a könyvben foglalt gondolatok sokszor eltérnek Jeremiás hiteles orákulumaitól. Pl. Jeremiás másképpen gondolkodott Cidkija királyról (vö. Jer 37,17kk; 38,22 – Siralm 4,20), vagy nem reménykedhetett egyiptomi segítségben (Jer 37,5-8 – Siralm 4,17), illetve azt sem mondhatta, hogy megszűnt a prófétai szó (Jer 42,4-22 – Siralm 2,9). Mindezek miatt a modern bibliakutatók között legtöbben elvetik Jeremiás szerzőségét. Az nyitott kérdés, hogy a Siralmaknak egy vagy több szerzője van-e. Az azonban biztosnak látszik, hogy az ismeretlen szerző vagy szerzői kar átélte a drámai eseményeket. Mivel az egyes énekek nem teljesen azonos módon beszélik el Jeruzsálem katasztrófáját, a visszaemlékezés mértéke más és más, ennél fogva több kutató úgy véli, hogy nem egy időben keletkeztek az énekek. Általános vélemény szerint mind az öt dal a Kr. e. 587 utáni és Kr. e. 538, a Kürosz-ediktum előtti időből való. Elégséges támpontok hiányában azonban bizonytalan keletkezési idejük különbözőségére vagy határozott időpontokra következtetni. Bizonyos részletek azonban arra utalnak, hogy a katasztrófához közeli időpont a legelfogadhatóbb.
A Siralmak keletkezési helye valószínűleg Palesztina, közelebbről Jeruzsálem, de nem zárható ki a babiloni diaszpórában való keletkezés lehetősége sem, hiszen a fogságban élőknek - mint Ezékiel próféta könyvéből ismeretes - tudomásuk volt Jeruzsálem helyzetéről.

## Tanítása
A Siralmak könyve lélekbe markoló szavakkal írják le azt a mélységes gyászt, amit a lerombolt város és az átélt borzalmak miatt keletkezett, azonban emellett magyarázatot is keres erre a szomorú helyzetre. A történeti katasztrófát a bűnös emberi magatartással hozza összefüggésbe. Júda és Jeruzsálem pusztulásának oka Isten haragja volt (2,1 köv.; 3,43 köv.), aki a várost vétkeiért büntette (1,8; 2,13 köv.; 3,42; 4,6; 5,7.16).
Ezekből a keserves énekekből azonban megingathatatlan bizalom árad Isten felé. A kilátástalan helyzetben egyedül ő nyújthat segítséget, ezért fordul hozzá az imádkozó (1,20; 2,18). A büntetés tőle jött és jogos volt, de ő hallgathatja meg a büntetés elhárítását kérő imát is és ő az, aki irgalmas azokhoz, akik bűnbánatot tartanak. Ez a bizalom többször is kifejezésre jut a panaszdalok között (3,21 köv. 31; 4,22), és a mű az isteni megbocsátásban reménykedő imával zárul (5,19 köv.). Az őszinte bűnbánattal összekapcsolt Istenbe vetett bizalom adja meg minden időben a Siralmak értékét és aktualitását.

## Liturgikus használata

### A zsidóságban
A Siralmak könyve az öt megillot (ünnepi tekercs) közé tartozik, és a zsidóság gyásznapján, a Tisá beáv-on, az ún. hosszúnapon, Jeruzsálem pusztulásának emléknapján olvassák fel. Eredetileg is valószínűleg a lerombolt templom helyén végzett liturgiánál használták.

### A katolikus egyházban
A katolikus egyház a nagyhéten olvassa a Siralmak könyvét, hogy ezzel Jézus szenvedésének drámájára emlékeztessen.